# Перегрузка (роман)
«Перегрузка» (англ. Overload) — роман-бестселлер 1979 года американского писателя Артура Хейли жанра производственный роман, как и большинство произведений Хейли.

## Описание сюжета
В современной жизни от электричества нередко зависит человеческая жизнь. Эта фраза Хейли стала лейтмотивом романа.
Действие происходит во второй половине двадцатого века в США, в штате Калифорния.
Штат накрывает сильная жара. Электрическая компания штата «Голден стейт пауэр энд лайт» работает на пределе возможностей, чтобы обеспечить население электроэнергией. После теракта, совершённого террористической группой «Друзья свободы», выводящего из строя главную электростанцию штата, для руководства компании становится очевидной необходимость строительства новых станций. Однако общественность и экологическая организация «Клуб Секвойя» встречают в штыки идею строительства угольной ТЭС в долине Тунипа. Для проведения прений руководство «Секвойи» нанимает известного демагога Дэвида Бёрдсонга. Однако это решение оказывается чудовищной ошибкой — Бёрдсонг связан с лидером «Друзей свободы» Георгосом Арчамболтом и передаёт ему деньги, полученные от «Секвойи» для организации поджога отеля, где назначена конференция ведущих энергетиков страны. Репортёр Нэнси Молино, восхищённая поведением вице-президента ГСП Нима Голдмана на прениях, заинтересовывается личностью Бёрдсонга и выходит на след террористов. Благодаря её усилиям теракт удаётся сорвать, полиция обезвреживает всю шайку, но Арчамболту удаётся скрыться.
«Голден стейт пауэр энд лайт» (сокращённо ГСП энд Л), которую шутники именовали как «Господь, сеющий преуспевание и любовь», получает поддержку жителей штата. Разгневанный глава компании приказывает сотрудникам во что бы то ни стало найти террористов. Компания разрабатывает анонимные, но на самом деле меченые анкеты, содержащие провокационные вопросы, и рассылает их всем потребителям района, где предположительно скрывается Арчамболт. Разгневанный террорист пишет пространный ответ, тем самым обнаруживая своё убежище и отправляется минировать гидроэлектростанцию. Полиция обнаруживает брошенную машину и лодку и успевает предупредить персонал станции, теракт срывается благодаря профессионализму дежурного инженера. Арчамболта засасывает в насос и разрывает на части. Тем не менее, из-за внепланового отключения электроэнергии погибает парализованная девушка Карен Слоун, влюблённая в Голдмана.